# Choi Ji-tae
Choi Ji-tae (koreanisch 최지태; * 19. Juli 1972) ist ein südkoreanischer Badmintonspieler. 

## Karriere
Choi Ji-tae wurde 1988 Vizeweltmeister im Mixed bei den Junioren. 1992 belegte er Rang zwei bei den Canadian Open. Ein Jahr später gewann er den südkoreanischen Meistertitel im Doppel mit Kim Young-gil. Bei den Ostasienspielen 1997 erkämpfte er sich Silber im Doppel mit Kim Joong-suk.

## Sportliche Erfolge
| Saison | Veranstaltung                | Disziplin    | Platz | Name                        |
| ------ | ---------------------------- | ------------ | ----- | --------------------------- |
| 1988   | Juniorenweltmeisterschaft    | Mixed        | 2     | Choi Ji-tae / Bang Soo-hyun |
| 1992   | Canadian Open                | Herrendoppel | 2     | Ahn Jae-chang / Choi Ji-tae |
| 1993   | Südkoreanische Meisterschaft | Herrendoppel | 1     | Kim Young-gil / Choi Ji-tae |
| 1997   | Ostasienspiele               | Herrendoppel | 2     | Choi Ji-tae / Kim Joong-suk |

## Referenzen
- Choi Ji-tae beim Badminton-Weltverband

| Personendaten    | Personendaten                    |
| ---------------- | -------------------------------- |
| NAME             | Choi, Ji-tae                     |
| ALTERNATIVNAMEN  | 최지태 (koreanisch, Hangeul)     |
| KURZBESCHREIBUNG | südkoreanischer Badmintonspieler |
| GEBURTSDATUM     | 19. Juli 1972                    |